# Blanquisme
 (juin 2013).
Si vous disposez d'ouvrages ou d'articles de référence ou si vous connaissez des sites web de qualité traitant du thème abordé ici, merci de compléter l'article en donnant les références utiles à sa vérifiabilité et en les liant à la section « Notes et références ».

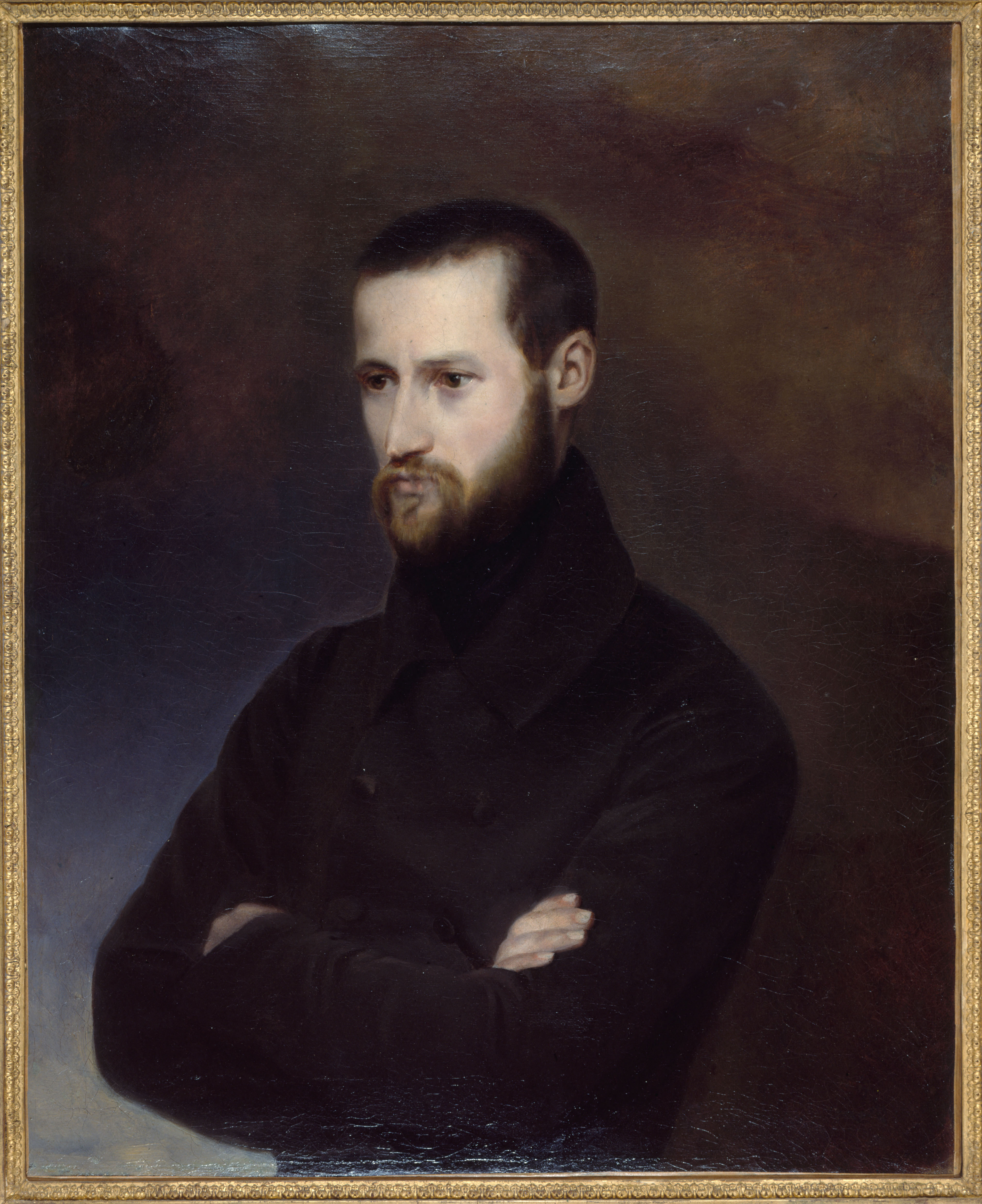
Portrait d'Auguste Blanqui, par Amélie-Suzanne Serre (1814-1841). — Paris, Musée Carnavalet.

Le blanquisme est un courant politique qui tire son nom d'Auguste Blanqui, socialiste français du XIXe siècle.
Blanqui affirmait que la révolution devait être le résultat d'une impulsion donnée par un petit groupe organisé de révolutionnaires, qui donneraient le « coup de main » nécessaire à amener le peuple vers la révolution. Les révolutionnaires arrivant ainsi au pouvoir seraient chargés d'instaurer le nouveau système socialiste.

## À la base du blanquisme le constat des inégalités sociales
L'ensemble de pratiques et de doctrines que l'on qualifie de blanquiste apparait dans le contexte de la révolution industrielle, dans la première partie du xixe siècle. Cette période est caractérisée par un développement économique et industriel qui accroit la misère des populations laborieuses, notamment urbaines. Comme socialisme, le blanquisme voit cette condition comme résultante d'une organisation sociale injuste, que l'on peut changer par l'action politique. Blanqui exprime cette opinion, notamment dans « Qui fait la soupe doit la manger » en 1834 :

« Des individus se sont emparés par ruse ou par violence de la terre commune, et, s’en déclarant les possesseurs, ils ont établi par des lois qu’elle serait à jamais leur propriété, et que ce droit de propriété deviendrait la base de la constitution sociale, c’est-à-dire qu’il primerait et au besoin pourrait absorber tous les droits humains, même celui de vivre, s’il avait le malheur de se trouver en conflit avec le privilège du petit nombre. »

Cette situation est considérée d'autant plus injuste que le prolétariat est vu comme la classe sociale qui produit réellement les richesses, et dont le travail permet la reproduction de la société :

« Point de société sans travail ! partant point d'oisifs qui n'aient besoin des travailleurs. Mais quel besoin les travailleurs ont-ils des oisifs ? Le capital n'est-il productif entre leurs mains, qu'à la condition de ne pas leur appartenir ? Je suppose que le prolétariat, désertant en masse, aille porter ses pénates et ses labeurs dans quelque lointain parage. Mourrait-il par hasard de l'absence de ses maîtres ? La société nouvelle ne pourrait-elle se constituer qu'en créant des seigneurs du sol et du capital, en livrant à une caste d'oisifs la possession de tous les instruments de travail ? N'y a-t-il de mécanisme social possible que cette division de propriétaires et de salariés ? »

Cette analyse sociale est basée sur l'idée de lutte de classe, elle ouvre donc la possibilité à l'action politique des prolétaires pour son renversement.

## La méthode blanquiste
Le blanquisme est avant tout une doctrine d'action qui fournit un modèle d'organisation et d'action politique en vue de la révolution. Plus que par une analyse fine des rapports sociaux, cette idée politique réunit ses adeptes autour d'une certaine conception de l'action politique qui met au premier plan la croyance en l'efficacité de l'action résolue des militants.

### La société secrète
Le blanquisme est un avant-gardisme. Pour les individus qui se rattachent à cette école politique, le travail préparatoire et l'initiative révolutionnaire incombent à une minorité consciente. Le cadre qui doit organiser ceux-ci est la société secrète, dont le fonctionnement est inspiré de celles qui ont cours sous la Restauration comme la Charbonnerie. Le modèle de cette société secrète révolutionnaire est la Société des saisons.
La société secrète blanquiste doit organiser de façon disciplinée ses membres pour déclencher le moment venu l'insurrection.

### L'insurrection
La doctrine blanquiste met en avant l'action armée, selon le mot de Blanqui : « Qui a du fer, a du pain ! ».
Blanqui cherche à opérer une modernisation constante de ces pratiques, ce qui débouche finalement sur la rédaction de son Instruction pour une prise d'armes en 1866, véritable manuel de guérilla urbaine adapté aux conditions parisiennes sous le Second Empire destiné aux membres de sa société. Dans cet ouvrage, le théoricien prend acte des évolutions pratiques depuis les années 1830, l'armement plus perfectionné des forces de l'ordre, l'urbanisation haussmanienne qui a changé la configuration parisienne ; en tirant la leçon des échecs précédents et surtout de l'insurrection de juin 1848, il met en avant le caractère essentiel de la doctrine blanquiste : l'organisation et la discipline. L'insurrection doit être dirigée par un état-major compétent sur la chose militaire, les insurgés doivent être organisés sur le modèle de l'armée, l'érection même des barricades doit être décidée par les officiers de l'insurrection et doit répondre à une méthode modernisée qui n'est plus celle des années 1830 et 1840.
La méthode de l'insurrection urbaine, telle qu'imaginée par les conspirateurs révolutionnaires et que les blanquistes cherchent à mettre en pratique, reste fondamentalement la même : pour l'historien Jean-Noël Tardy, de 1832 à 1870 la méthode consiste à « prendre un point de la ville, le transformer en forteresse et espérer le renfort de ce peuple parisien si craint des conservateurs ».

### Comité de salut public
La tradition politique dont les blanquistes sont les héritiers est jacobine, le modèle du gouvernement révolutionnaire est inspiré par le gouvernement du Comité de salut public. Cette conception est notamment sous-entendue dans le « Catéchisme de la Société des Saisons » :

« - 6. Immédiatement après la révolution, le peuple pourrait-il se gouverner lui-même ?
- L'état social étant gangrené, pour passer à un état sain, il faut des remèdes héroïques ; le peuple aura besoin, pendant quelque temps, d'un pouvoir révolutionnaire. »

Cette vision de l'action politique révolutionnaire est partiellement mise en pratique sous la Commune, les blanquistes se rangeant alors aux côtés de la majorité constituée des républicains jacobins et des Internationalistes autoritaires pour mettre en place un Comité de salut public.
Cependant, si les jacobins révèrent la figure de Robespierre, les blanquistes sont des admirateurs des hébertistes.

## Le blanquisme après Blanqui
Après la mort de Blanqui en janvier 1881, et face à l'absence de véritable programme politique autre que la prise de pouvoir par la révolution, est créé en juin 1881 le Comité révolutionnaire central qui n'a d'influence qu'à Paris et dans sa banlieue. Le parti blanquiste est alors composé d'entre 400 et 4 000 adhérents selon les estimations, surtout dans l'Est parisien et dans la banlieue nord et est. Le blanquisme est donc un groupuscule parmi les socialistes, qui plus est isolé et ostracisé par les autres courants. L'homme fort est d'abord Émile Eudes, accompagné par Ernest Granger et Édouard Vaillant. À la mort d'Eudes, c'est Vaillant qui en prend la tête en 1888. Cependant, les militants blanquistes sont considérés comme peu capables avec une importante faiblesse idéologique.
À partir de la reprise en main de Vaillant, le groupe s'ouvre peu à peu en s'adaptant à la République, posant la question des problèmes économiques et en nouant une alliance électorales à Paris avec les radicaux pour permettre à Vaillant d'entrer dans le conseil municipal en 1884. L'organe de presse blanquiste Ni Dieu ni Maître, n'est qu'une feuille annuelle, qui s'arrête en 1885. C'est L'Intransigeant, dont le rédacteur en chef est Henri Rochefort, qui devient un porte-voix pour les blanquistes.
L'idéologie du blanquisme après 1881 est assez difficile à cerner en raison de sa situation groupusculaire. Les éléments communs restent la valeur de la révolution contre l'immobilisme, l'athéisme de combat, le patriotisme et le socialisme, bien que son sens blanquiste soit très flou. Il existe dans le blanquisme une tradition de rites et de commémorations, couplés à fascination pour la violence et la dictature. Les blanquismes autour de 1885, sont sans ressources, sans doctrines, irréaliste, parisien-centré et n'ayant qu'une volonté certaine : la prise de pouvoir. Cela les rapproche alors naturellement du boulangisme.
Fin 1887, les blanquistes se rapprochent des boulangistes à l'occasion de la crise présidentielle suivant le scandale des décorations. Il ne s'agit que d'une convergence temporaire, Eudes souhaitant garder le blanquisme hors du boulangisme qui commence à s'organiser dans la capitale. Le 15 mars 1888, le Comité révolutionnaire central débat du boulangisme et il est décidé de ne pas prendre parti. À l'inverse, Vaillant indique le 31 mars que Boulanger est moins mauvais que Ferry et qu'il ne faut donc pas les attaquer. Les blanquistes reçoivent de l'argent royaliste d'Arthur Dillon pour ouvrir le journal Fondation de L'Homme libre le 21 juin et s'il reste critique envers Boulanger, il fusionne le 29 août avec Le Cri du peuple qui devient blanquiste, le danger boulangiste est minimisé ou nié. Eudes commence à plaider à la « marche parallèle » avant de décéder tandis que Vaillant s'y oppose. La division sur sa mémoire déchire le camp blanquiste et si la position officielle est le « ni, ni » mais localement, il y a des alliances avec les comités boulangistes. Ernest Granger et Vaillant se brouille sur l'acceptation des voix boulangistes pour le premier, qui démissionne le 8 août 1889 du Comité central. Cependant, Vaillant continue d'utiliser le boulangisme contre le pouvoir mais critique le césarisme du boulangisme. La scission est donc inévitable et une grande partie du parti rejoint Granger dans le Comité central socialiste révolutionnaire qui soutient alors directement le boulangisme. La division se joue sur la limite entre socialisme social et de protestation, qui voient dans le boulangisme une porte de sortie.
Après la mort de Boulanger, le CCSR est affaiblie et cherche à se rapprocher des autres socialistes. Cependant, il est totalement discrédité. De plus, le blanquisme apparaît comme une idéologie obsolète qui n'agit plus et ne produit plus de l'idéologie. Une grande partie des blanquistes suivent Rochefort dans le nationalisme tandis que les autres sont rejetés par les socialistes. Cette volonté unitaire est entravée par leur rejet de l'internationalisme marxiste (par patriotisme, ils refusent tout contact avec les « socialistes allemands ») et par leur rancœur à l'égard des possibilistes. À partir de 1890, les blanquistes sont excommuniés et ils peuvent revenir qu'en 1893. En 1891, le CCSR ne compte plus qu'une centaine de membres et si Granger continue de tendre la main à tous ceux qui veulent tendre la main, dès la fin de l'année les réunions sont annulés faute de participants. En 1896, le CCSR politique cesse d'exister de facto.
Les contacts épars avec les groupes socialistes prennent fin avec l'Affaire Dreyfus. Le 20 février 1898, le CCSR publie en effet un manifeste antidreyfusard qui désavoue Jaurès et conclut : « c'est comme socialistes, c'est comme patriotes que nous répudions de toutes nos forces la campagne de réhabilitation et de révision ».
Le 11 juin 1898, Alfred Gabriel fonde le Parti républicain socialiste français pour rassembler les militants rochefortistes et blanquistes antidreyfusards. Il se distingue du CCSR, dont de nombreux membres rejoignent ce nouveau parti, par son nationalisme et, surtout, par son antisémitisme explicite, dans la lignée des blanquistes Gustave Tridon et Albert Regnard.
Après l'Affaire, le CCSR continue à mener un semblant d'existence autonome, jusqu'en 1908. Mais ses activités sont désormais réduites à l'organisation de commémorations de la Commune et des chefs blanquistes défunts (Blanqui, Eudes). Marginalisé par l'unification des formations socialistes au sein de la SFIO, le CCSR finit par disparaître avant la Première Guerre mondiale, avec le reste du mouvement blanquiste.

## Les blanquistes vus par les marxistes
Engels définit ainsi le blanquisme dans « Le programme des émigrés blanquistes de la Commune » en 1873 :

« Blanqui est essentiellement un révolutionnaire politique ; il n'est socialiste que de sentiment, par sympathie pour les souffrances du peuple, mais il n'a pas de théorie socialiste ni de projets pratiques de transformation sociale. Dans son activité politique il fut avant tout un « homme d'action » qui croyait qu'une petite minorité bien organisée pourrait, en essayant au bon moment d'effectuer un coup de main révolutionnaire, entraîner à sa suite, par quelques premiers succès, la masse du peuple et réaliser ainsi une révolution victorieuse.
(…) De l'idée blanquiste que toute révolution est l'œuvre d'une petite minorité dérive automatiquement la nécessité d'une dictature après le succès de l'insurrection, d'une dictature que n'exerce naturellement pas toute la classe révolutionnaire, le prolétariat, mais le petit nombre de ceux qui ont effectué le coup de main et qui, à leur tour, sont soumis d'avance à la dictature d'une ou de plusieurs personnes.
L'on voit que Blanqui est un révolutionnaire de la génération précédente. »

Engels reproche en particulier aux blanquistes de vouloir décréter la révolution plutôt que de la construire. Il illustre cette tendance par cette citation du Programme :

« Nous sommes communistes parce que nous voulons arriver à ce but sans nous arrêter aux moyens termes, compromis qui, ajournant la victoire, sont un prolongement de l'esclavage. »

Ce refus total des compromis et cette volonté de sauter les moyens-termes par « impatience » illustre, pour Engels, l'immaturité de cette forme de socialisme qui refuse de prendre en compte le développement historique et ses lois. Trotsky résume, dans son Histoire de la révolution russe, cette critique marxiste du blanquisme ainsi : « En principe, l'erreur du blanquisme consistait à identifier la révolution avec l'insurrection. L'erreur technique du blanquisme consistait à identifier l'insurrection avec la barricade. »
Par la suite, le terme de « blanquiste » a surtout été utilisé pour disqualifier une théorie, par ses adversaires, surtout en opposition avec le marxisme. Ainsi, Lénine et les bolcheviks ont été qualifiés de blanquistes par divers marxistes, comme Charles Rappoport ou les mencheviks, et notamment par Georgi Plekhanov, qui s'appuyait principalement sur la conception avant-gardiste du parti révolutionnaire, prônée par Lénine. L'accusation fut longuement récusée par Rosa Luxemburg dans Blanquisme et social-démocratie, où elle considère cette accusation de blanquisme complètement caduque dans la mesure où elle est faite dans des conditions socio-historiques profondément différentes :

« Les social-démocrates que nous sommes ont une tâche bien plus simple et bien plus facile [que les blanquistes] : il nous faut seulement aujourd’hui travailler à diriger la lutte de classe qui s’est allumée avec une nécessité inexorable. Les blanquistes s’efforçaient d’entraîner les masses derrière eux, tandis que nous, les social-démocrates, nous sommes aujourd’hui poussés par les masses. La différence est grande, aussi grande qu’entre un pilote qui veut à grand peine faire remonter le courant à son bateau et un pilote qui doit tenir la barre d’un bateau entraîné par le courant. Le premier peut ne pas avoir assez de force et il n’atteindra pas son but, tandis que le second a pour seule tâche de veiller à ce que le bateau ne dévie pas de sa route, ne se brise pas sur un récif ou n’échoue pas sur un banc de sable. »

Lénine réfute aussi cette accusation, arguant que les mencheviks l'utilisent de façon rhétorique et sans fondement.